# Ляхницкий, Валериан Евгеньевич
Валериа́н Евге́ньевич Ляхни́цкий (18 [30] марта 1885, Санкт-Петербург — 1960, Ленинград) — советский учёный-гидротехник, портостроитель, доктор технических наук, профессор (1936), заслуженный деятель науки и техники РСФСР (1956), действительный член Академии строительства и архитектуры СССР (1957).

## Биография
Родился 18 (30) марта 1885 года в Санкт-Петербурге в семье военного врача; отец служил в Военном министерстве.
В 1910 году окончил Институт инженеров путей сообщения.
В 1910—1913 годах, по направлению Министерства путей сообщения, стажировался в США на строительстве Панамского канала.
В 1914—1918 годах работал начальником Управления портовых изысканий на мурманском побережье Баренцева моря, на побережье Белого моря, а также в устье реки Северная Двина.
В 1919—1928 годах работал начальником Управления портовых изысканий на Балтийском море, возглавлял Объединённое управление портовых изысканий и гидрометеослужбы Балтийского моря (впоследствии Ленморниипроект).
В 1928 году начал преподавательскую деятельность в Ленинградском институте инженеров путей сообщения. С 1930 года — на преподавательской работе в Ленинградском институте инженеров водного транспорта, где в 1936 году защитил докторскую диссертацию и получил звание профессора.
Проектировщик строительства и реконструкции крупнейших морских портов СССР: Ленинградского, Мурманского, Архангельского, Бакинского, Красноводского, Махачкалинского, Сочинского, в Арктике и на острове Сахалин.
В 1956 году присвоено звание заслуженного деятеля науки и техники РСФСР, в 1957 году избран академиком Академии строительства и архитектуры СССР.
Умер в Ленинграде в августе 1960 года; похоронен на Серафимовском кладбище.
Бюст Ляхницого установлен в Сквере морского вокзала в Мурманске. Торжественное открытие прошло в ходе празднования 105-летия основания города. Автором бюста стал правнук Олег Ляхницкий.

## Научные труды
В. Е. Ляхницкий является автором более 200 опубликованных научных работ, в том числе 30 монографий и учебников.
Научные работы посвящены проблемам портового строительства, методикам проектирования портов и портовых сооружений и связанных с ними гидрологическими исследованиями на морских побережьях:
- Работы по сооружению Панамского канала. — Петроград, 1914. — 296 с.
- Изыскания на Мурманском побережье Северного Ледовитого океана. — Петроград, 1917.
- Оборудование торговых портов. — Петроград, 1920. — 544 с.
- Исследования устьев р. Невы и вершины Финского залива в отношении портостроения. — Петроград, 1923. — 348 с.
- Порты Северо-Американских соединённых штатов. — М., 1926. — 166 с.
- Курс морских и речных портов. — М.—Л.: Гос. изд-во, 1926. — 403 с.: ил. — (Руководства для высшей школы).
- Морские порты. — М.—Л., 1932. — 368 с. — 3255 экз.
- Проектирование оборудования порта. — Л., 1934. — 388 с. — 3750 экз.
- Внутрипортовый транспорт [учебное пособие]. — М.—Л., 1939. — 248 с. — 3000 экз.
- Маскировка портов и водных путей в условиях противо-воздушной обороны. — М., 1944. — 92 с. — 4000 экз.
- Проектирование речных портов. — М.—Л., 1947. — 324 с. — 3000 экз.
- Основы проектирования морских портов. — М.—Л., 1952. — 448 с. — 3000 экз.
- Мировые морские каналы. — Л., 1956. — 52 с. — 11500 экз.
- Проектирование портов. — Л., 1956. — 471 с. — 3000 экз.
- Порты [учебное пособие]. — Л., 1957. — 431 с. — 5000 экз.

## Награды и память
Награждён орденами Ленина, Трудового Красного Знамени, «Знак почёта».
Именем Валериана Ляхницкого был назван речной буксир.